# 波利尼西亚鼠
波利尼西亚鼠（学名：Rattus exulans），又称太平洋鼠、緬甸小鼠、缅鼠，毛利语称。是世界上分布第三广泛的鼠类，仅次于褐鼠，黑鼠。波利尼西亚鼠原产东南亚，但现已广泛分布，侵入大部分波利尼西亚岛屿，新西兰，斐济，甚至夏威夷。它有快速适应从草原到森林不同环境的能力。它的行为也类似，与人类关系密切，以利于获取食物。因而它已成为几乎所有分布地区内主要的灾害。台灣十大入侵外來種之一。

## 分布与习性
波利尼西亚鼠广泛分布于太平洋地区与东南亚。
它是杂食性物种：吃种子，果实，树叶，树皮，昆虫，蚯蚓，蜘蛛，蜥蜴，鸟蛋，雏鸟。

## 亚种
- 缅鼠缅甸亚种（学名：Rattus exulans concolor），Blyth于1859年命名。在中国大陆，分布于广东、云南等地。该物种的模式产地在缅甸。[3]是毛利人重要财产后引入纽西兰。